# Ángela (telenovela)
Ángela (no Brasil: Ângela) é uma telenovela mexicana produzida por José Alberto Castro para a Televisa e exibida pelo Canal de las Estrellas entre 30 de novembro de 1998 e 19 de março de 1999, substituindo La mentira e sendo substituída por Tres mujeres. 
A trama é protagonizada por Angélica Rivera e Juan Soler, com atuações estrelares de Jacqueline Andere, José Elías Moreno, Ignacio López Tarso, Aurora Molina, Olivia Bucio e antagonizada por Joana Benedek, Yolanda Ciani, José María Yazpik, Juan Peláez, Harry Geithner e Patrícia Navidad.

## Sinopse
Angela é uma jovem professora, charmosa e muito bonita. Sua família é apenas sua mãe, Delia, uma mulher doente e amarga e Panchita, a empregada. Ela é noiva de Julian, um homem com uma fama nada boa. Tempos depois, Angela descobre que Julian tem um caso com a sua melhor amiga Ximena, e rompe com ele definitivamente. 
Um certo dia, Delia tem um forte ataque de asma e vai parar no hospital em estado muito grave. Em seu leito de morte, Delia faz Angela jurar que será bem sucedida na vida. Nos seus últimos suspiro, ela revela o nome da mulher que roubou o amor do pai de Angela: Emilia Santillana. Quando Angela finalmente ouviu o nome que Delia sempre se recusou a revelar, ela jura que não vai descansar até encontrá-la e fazê-la pagar por arruinar a vida de sua mãe. 
Emilia Santillana é uma mulher bonita e distinguida, residente na cidade de San Miguel Allende. Ela possui uma mina de prata e uma fábrica. Um dia Angela se apresentada na empresa em busca de emprego. Yolanda Rivas, a mão direita de Emília, simpatiza com a aparentemente doce e tímida menina e convence Emilia que a contrate. Emilia decide não contratar Angela como sua secretária, mas sim num escritório anexado à mina.
Mariano Batista é um jovem engenheiro que trabalha na mina de prata de Emilia. A princípio, ele e Angela não se dão bem em e explicitam suas diferenças. Mariano é noivo de Catalina, uma menina rica e caprichosa que não aceitará perder seu noivo pra sua rival. Angela tenta ignorar sua atração por Mariano, mas finalmente percebe que ela realmente o ama. Ela tem pela primeira vez em sua vida, a promessa de felicidade parece ao alcance quando Mariano confessa que ele também está apaixonado por ela. No entanto, o juramento que fez sobre o túmulo de sua mãe, une o seu destino, e Angela já está impotente para deter a onda de destruição e sofrimento que ela desencadeou.

## Elenco
- Angélica Rivera - Ángela Bellati / Ángela Gallardo Bellati / Ángela Bernal
- Juan Soler - Mariano Bautista Solórzano
- Jacqueline Andere - Emilia Santillana Roldán
- Patricia Navidad - Ximena Chávez
- Ignacio López Tarso - Don Feliciano Villanueva
- Juan Peláez - Humberto Gallardo
- Aurora Molina - Francisca Osuna
- Ana Bertha Lepe - Lorenza Chávez
- José Elías Moreno - Padre Martín Villanueva
- Olivia Bucio - Yolanda Rivas
- Ana Martín - Delia Bellati Roldán
- Ernesto Godoy - Bruno Lizárraga Miranda
- Rosángela Balbó - Esther Miranda Parra de Lizárraga
- Arsenio Campos - Óscar Lizárraga
- Joana Benedek - Catalina Lizárraga Miranda
- Yolanda Ciani - Hortensia Solórzano Mateos de Bautista
- Luz María Zetina - Diana Gallardo Santillana
- José María Yazpik - René Bautista Solórzano
- Harry Geithner - Julián Arizpe
- Rossana San Juan - Susana Chávez
- Eduardo Rivera - Emeterio González
- Gerardo Albarrán - Claudio Sazueta
- Rocío Gallardo - Clara García
- Manuel "Flaco" Ibáñez - Don Ramiro
- Carlos Bracho - Salvador Bautista
- Manuel Benítez - Teneente Ramos
- René Casados - Alfonso Molina
- Isaura Espinoza - Norma de Molina
- Lolita Ríos - Guadalupe "Lupita" García
- Natasha Dupeyrón - María Molina
- Andrea Riquelme - Graciela
- Fernanda Reto - Irma Rodríguez
- Vicente Herrera - Reynaldo
- Marina Marín - Directora Guadalupe Armenta
- Roberto Porter - Simón
- Pilar Escalante - Maestra Lola
- Isaac Castro - Luis
- Lourdes Jáuregui - Delia Bellati Roldán (jovem)
- Orlando Miguel - Pedro Solórzano Mateos

## Audiência
Teve uma média geral de 22,3 pontos, um sucesso para o horário das 17:00.

## Produção
- Historia original - Cuauhtémoc Blanco, María del Carmen Peña
- Tema de entrada - “Alguna Vez"
- Letra e música - Kike Santander
- Intérprete - Cristian Castro
- Escenografía - Ricardo Navarrete
- Ambientação - Claudia Rodríguez
- Desenho de Vestiario - Martha Letícia Rivera y Ana Laura Avendaño
- Edição literaria - Ricardo Fiallega
- Editores - Juan Ordóñez, Héctor Flores y Alejandro Iglesias
- Coordenação Artística - Georgina Ramos
- Chefees de Produção - Marco Antonio Cano y Raúl Reyes Uicab
- Diretor de Câmeras Portátil - Ernesto Arreola
- Diretor de Diálogos - Salvador Sánchez
- Diretor de cámaras e escena - Roberto Gómez
- Produtor Associado - Fausto Sainz
- Produção - José Alberto Castro